# ۲۳۲ (عدد)
۲۳۲ یک عدد طبیعی است که بعد از ۲۳۱ و قبل از ۲۳۳ قرار دارد.